# Styrax duidae
Styrax duidae är en storaxväxtart. Styrax duidae ingår i släktet Styrax och familjen storaxväxter.

## Underarter
Arten delas in i följande underarter:
- S. d. duidae
- S. d. paruae